# Collipulli
Collipulli este un oraș și comună din provincia Malleco, regiunea La Araucanía, Chile, cu o populație de 23.321 locuitori (2012) și o suprafață de 1295,9 km2.